# Seznam měst v Indii

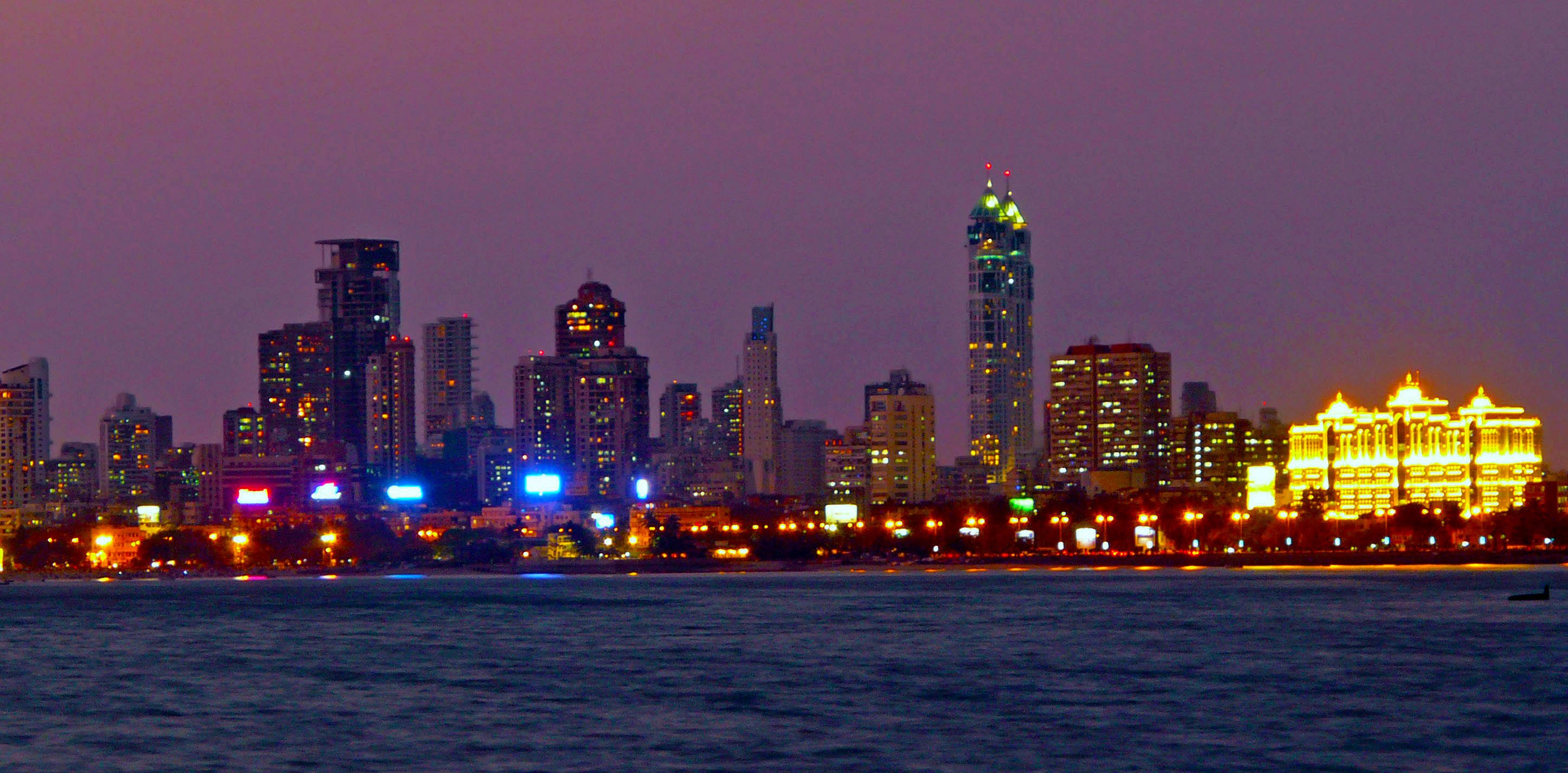
Bombaj

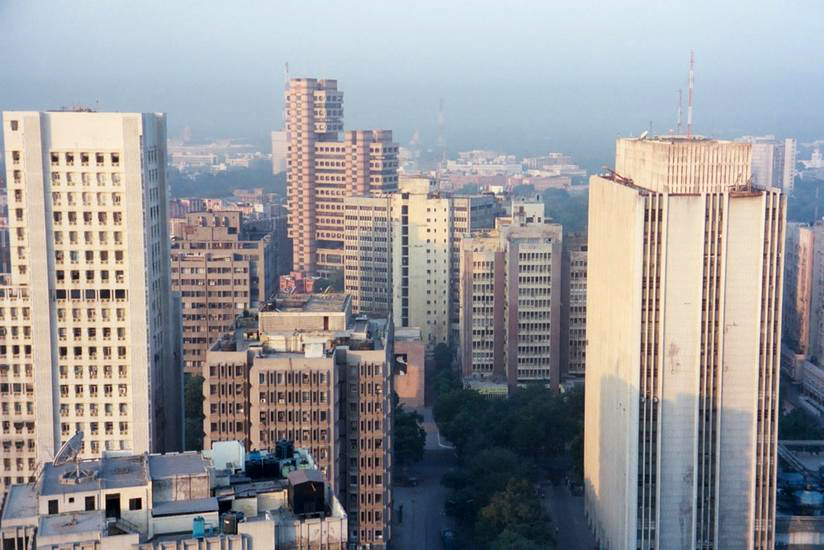
Dillí

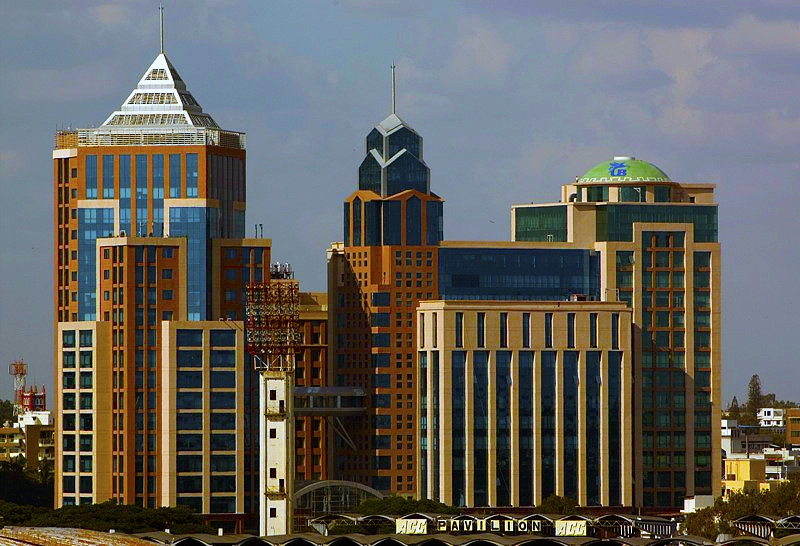
Bengalúru

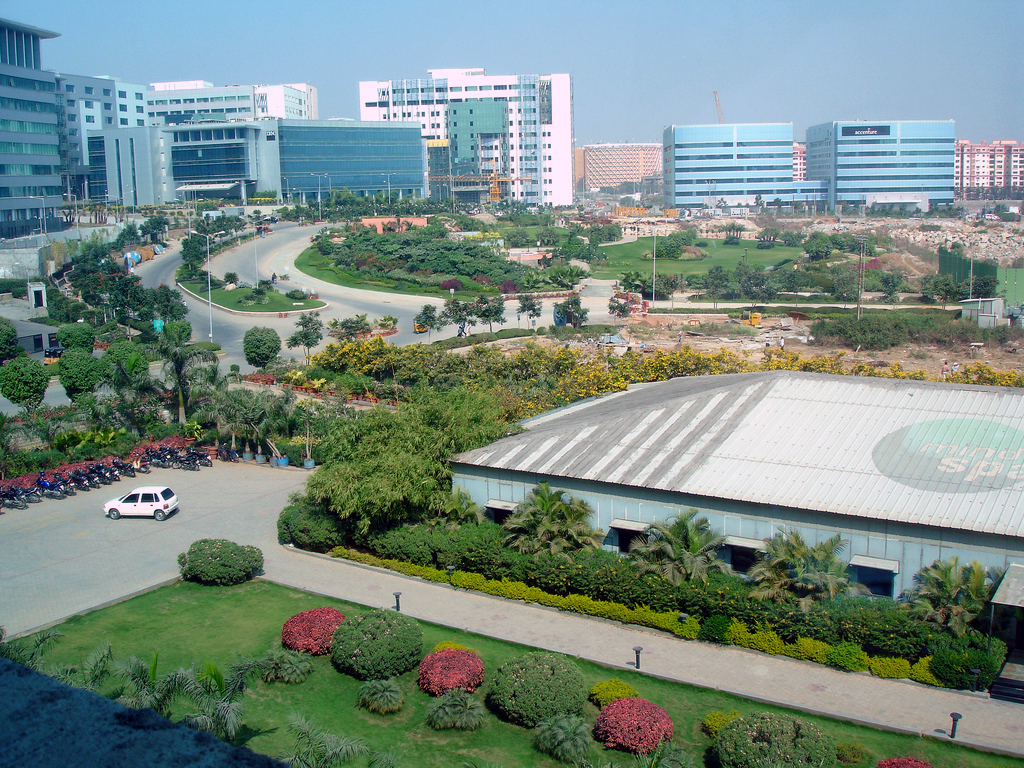
Hajdarábád

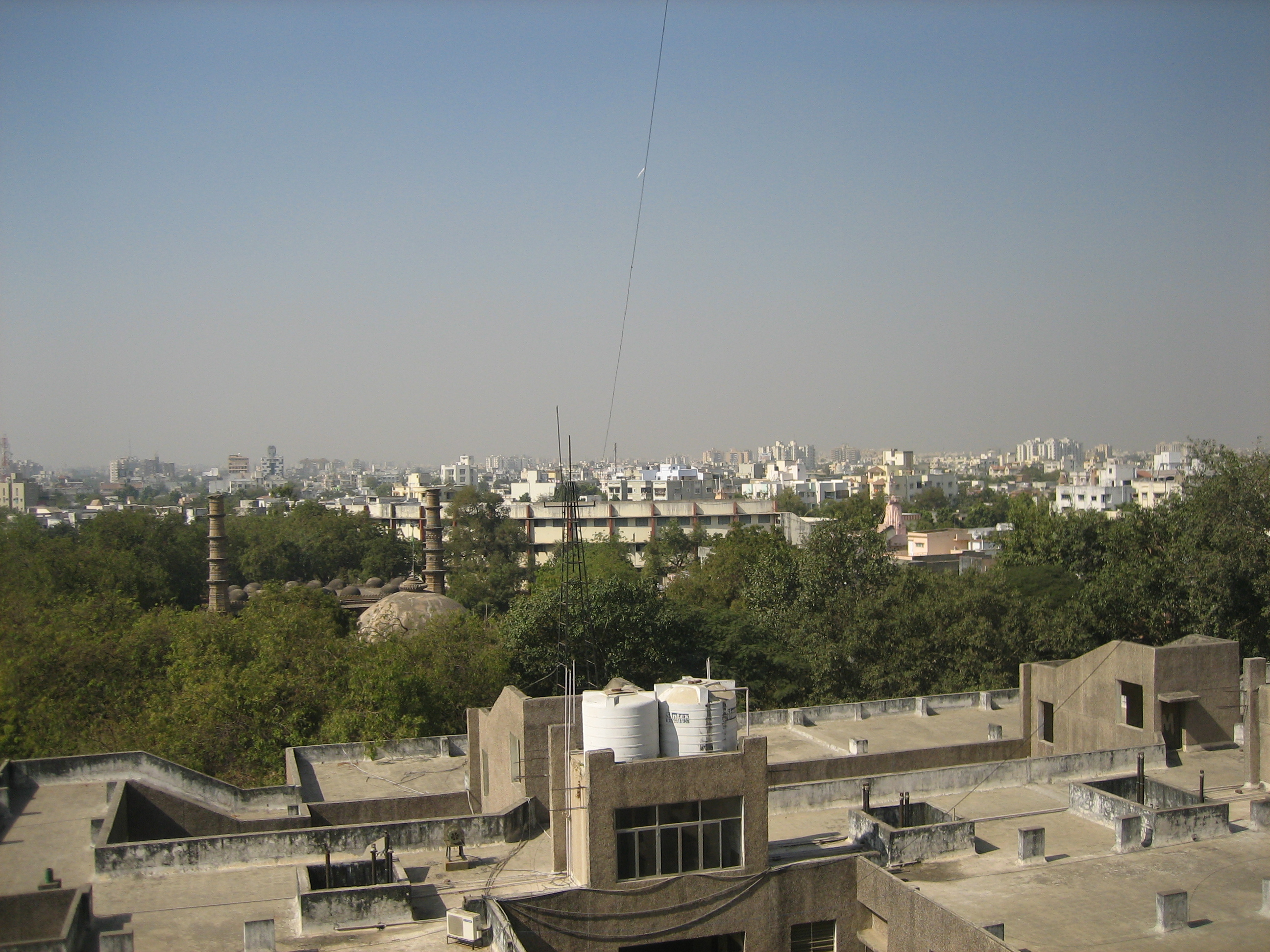
Ahmadábád

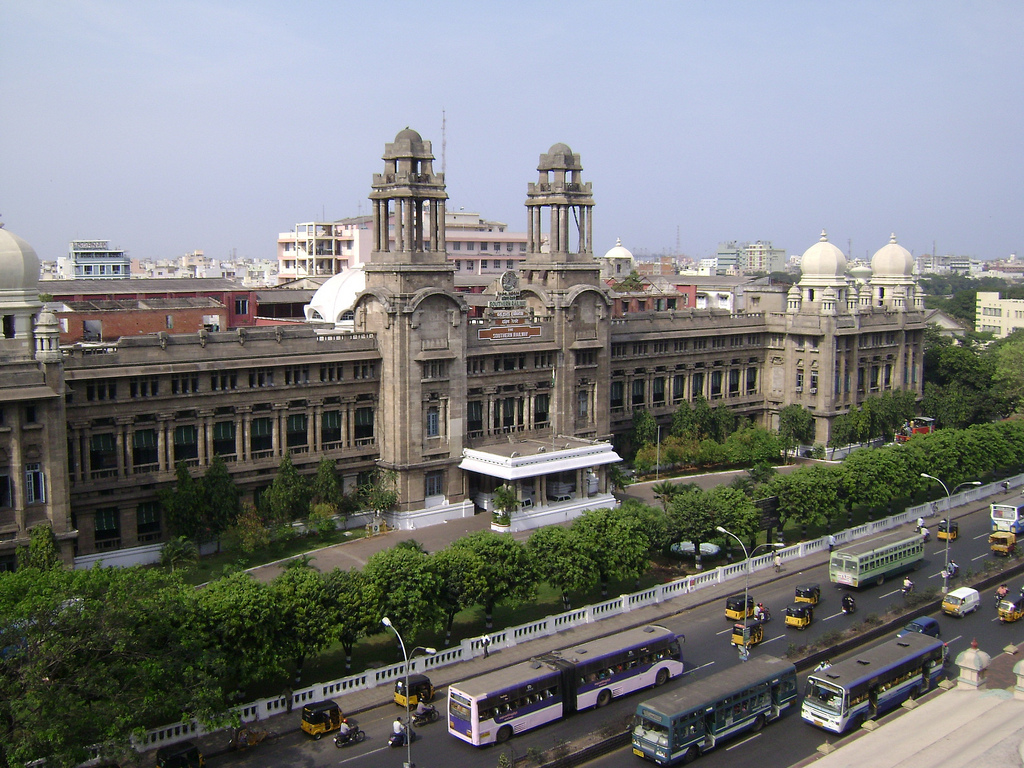
Čennaí

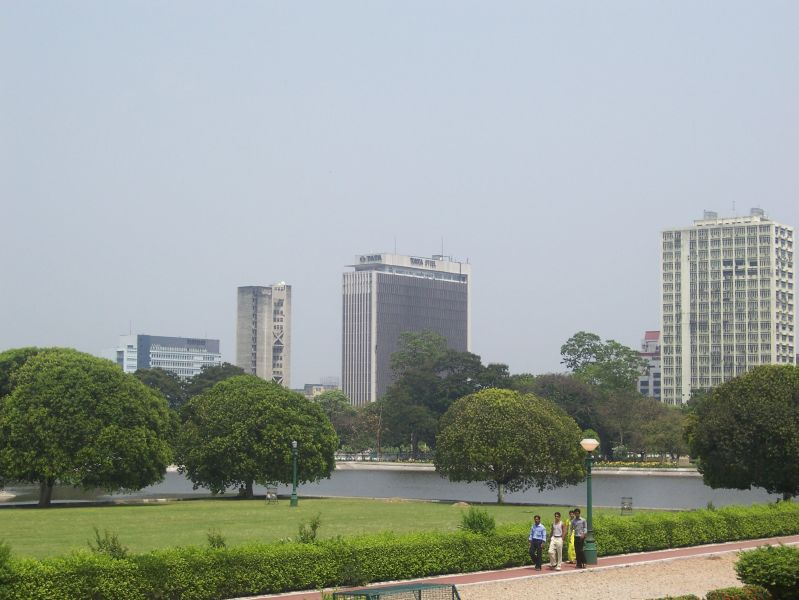
Kalkata

Indie má podle sčítání lidu z roku 2011 čtyřicet šest měst s více než jedním milionem obyvatel. Tučně jsou v seznamu vyznačena města, která jsou zároveň metropolí svazového státu nebo teritoria.
| Město            | Počet obyvatel | Svazový stát nebo teritorium |
| ---------------- | -------------- | ---------------------------- |
| Bombaj           | 12 442 373     | Maháráštra                   |
| Dillí            | 11 034 555     | teritorium hlavního města    |
| Bengalúru        | 8 443 675      | Karnátaka                    |
| Hajdarábád       | 6 493 262      | Telangána                    |
| Ahmadábád        | 5 577 940      | Gudžarát                     |
| Čennaí           | 4 646 732      | Tamilnádu                    |
| Kalkata          | 4 496 694      | Západní Bengálsko            |
| Surat            | 4 467 797      | Gudžarát                     |
| Puné             | 3 124 458      | Maháráštra                   |
| Džajpur          | 3 046 163      | Rádžasthán                   |
| Lakhnaú          | 2 817 105      | Uttarpradéš                  |
| Kánpur           | 2 765 348      | Uttarpradéš                  |
| Nágpur           | 2 405 665      | Maháráštra                   |
| Višákhapatnam    | 2 035 922      | Ándhrapradéš                 |
| Indaur           | 1 960 631      | Madhjapradéš                 |
| Tháné            | 1 818 872      | Maháráštra                   |
| Bhópál           | 1 798 218      | Madhjapradéš                 |
| Pimpri-Činčvád   | 1 729 359      | Maháráštra                   |
| Patna            | 1 683 200      | Bihár                        |
| Vadodará         | 1 666 703      | Gudžarát                     |
| Ghaziabád        | 1 636 068      | Uttarpradéš                  |
| Ludhijána        | 1 613 878      | Paňdžáb                      |
| Koimbatur        | 1 601 438      | Tamilnádu                    |
| Ágra             | 1 585 704      | Uttarpradéš                  |
| Madurai          | 1 561 129      | Tamilnádu                    |
| Nášik            | 1 486 973      | Maháráštra                   |
| Ráňčí            | 1 456 528      | Džhárkhand                   |
| Farídábád        | 1 404 653      | Harijána                     |
| Mérath           | 1 309 023      | Uttarpradéš                  |
| Rádžkót          | 1 286 995      | Gudžarát                     |
| Kaljan-Dombivali | 1 246 381      | Maháráštra                   |
| Vasaj-Virar      | 1 221 233      | Maháráštra                   |
| Váránasí         | 1 201 815      | Uttarpradéš                  |
| Šrínagar         | 1 192 792      | Džammú a Kašmír              |
| Aurangábád       | 1 171 330      | Maháráštra                   |
| Dhanbád          | 1 161 561      | Džhárkhand                   |
| Amritsar         | 1 132 761      | Paňdžáb                      |
| Nová Bombaj      | 1 119 477      | Maháráštra                   |
| Iláhábád         | 1 117 094      | Uttarpradéš                  |
| Háura            | 1 072 161      | Západní Bengálsko            |
| Džabalpur        | 1 054 336      | Madhjapradéš                 |
| Gválijar         | 1 053 505      | Madhjapradéš                 |
| Vidžajavada      | 1 034 358      | Ándhrapradéš                 |
| Džódpur          | 1 033 918      | Rádžasthán                   |
| Rájpur           | 1 010 087      | Čhattísgarh                  |
| Kóta             | 1 001 694      | Rádžasthán                   |